# Jean-Paul Coche
Jean-Paul Coche (Niza, 25 de julio de 1947) es un deportista francés que compitió en judo.
Participó en dos Juegos Olímpicos de Verano en los años 1972 y 1976, obteniendo una medalla de bronce en la edición de Múnich 1972 en la categoría de –80 kg. Ganó una medalla de bronce en el Campeonato Mundial de Judo de 1975, y tres medallas de oro en el Campeonato Europeo de Judo entre los años 1972 y 1976.

## Palmarés internacional
| Juegos Olímpicos   | Juegos Olímpicos        | Juegos Olímpicos  | Juegos Olímpicos |
| Año                | Lugar                   | Medalla           | Categoría        |
| ------------------ | ----------------------- | ----------------- | ---------------- |
| 1972               | Múnich (RFA)            | Medalla de bronce | –80 kg           |
| Campeonato Mundial |                         |                   |                  |
| Año                | Lugar                   | Medalla           | Categoría        |
| 1975               | Viena (Austria)         | Medalla de bronce | –80 kg           |
| Campeonato Europeo |                         |                   |                  |
| Año                | Lugar                   | Medalla           | Categoría        |
| 1972               | Voorburg (Países Bajos) | Medalla de oro    | –80 kg           |
| 1974               | Londres (Reino Unido)   | Medalla de oro    | –80 kg           |
| 1976               | Kiev (URSS)             | Medalla de oro    | –80 kg           |